# Trowulan

Kaart van het gebied van Trowulan

Trowulan is een dorp in het district Mojokerto in de Indonesische provincie Oost-Java. Het dorp is omringd door archeologische vindplekken van allerlei tempels met in totaal een oppervlakte van ongeveer 100 km².
Men neemt aan dat op deze plek de voormalige hoofdstad lag van het eeuwenoude Majapahit-rijk, dat is beschreven door Mpu Prapanca in een veertiende-eeuws dichtwerk, de Nagarakretagama, dat hij maakte voor koning Hayam Wuruk, en door een vijftiende-eeuwse Chinese bron. Destijds heette die hoofdstad zelf ook Majapahit.  

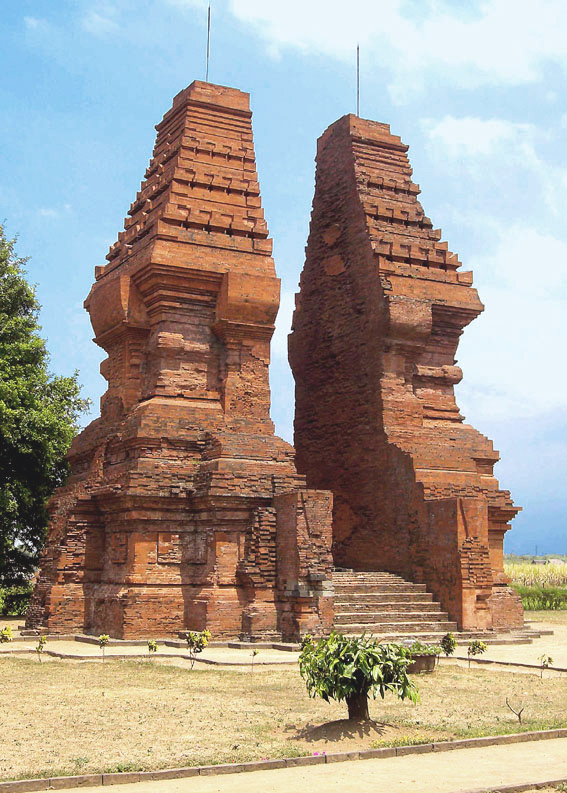
De Wringin Lawangpoort in het noorden van de stad

 Volgens de Nagarakretagama was de stad omgeven door een dikke muur van baksteen. Het paleis van de koning lag in het noorden van de stad aan de oostkant van een groot plein. Aan de westkant waren paviljoens omringd door een kanaal waar de mensen zich konden baden. Aan de zuidkant bevonden zich de huizen van de dienaren van de koning.
 In 1468 besloot koning Singhawikramawardhana na een grote nederlaag tegen zijn tegenstrever, Bhre Kertabhumi, de hoofdstad te verplaatsen naar Daha, ooit de hoofdstad van het machtige rijk van Kediri.
Het gebied is in het begin van de 19e eeuw herontdekt, toen het nog door dicht oerwoud bedekt was. De toenmalige gouverneur van Java, Thomas Raffles, schreef toen al over het enorme gebied met tempels.

## Externe bron
Website Trowulan